# Kyrillos av Jerusalem
Kyrillos av Jerusalem (Κύριλλος Α΄ Ἱεροσολύμων), född omkring 315, död 18 mars 386 i Jerusalem, var Patriark av Jerusalem 350–386 och deltog vid första konciliet i Konstantinopel 381. Han var även en framstående teolog och räknas till kyrkofäderna.
Kyrillos vördas som helgon i romersk-katolska kyrkan och ortodoxa kyrkor, med 18 mars som minnesdag. Han har i katolska kyrkan upphöjts till kyrkolärare.

## Biografi
Kyrillos blev biskop av Jerusalem 350. Han tillhörde i teologiskt avseende den så kallade antiokenska skolan och tvekade att ansluta sig i de arianska striderna till homoousiosianer, varför han ibland sägs ha tillhört homoiousiosianerna den första tiden. Han undviker emellertid själv termerna i sina skrifter.
Genom arianernas åtgöranden blev han tre gånger (358, 360 och 367) avsatt från sitt ämbete. Med homoiusianerna slöt han sig småningom helt till det nicenska partiet (Athanasius och Eusebios av Caesarea anhängare) och medverkade till homoousios seger på det andra ekumeniska mötet i Konstantinopel 381. 
Kyrillos höll redan som presbyter i Jerusalem 348 sina berömda 23 "katekeser", vilka dock egentligen är predikningar. Deras äkthet är otvivelaktig. De instruerar på ett lättillgängligt sätt, utan vetenskapliga ambitioner, för kristet liv med löpande hänvisningar till Bibeln. Katekeserna innehåller även några historiskt intressanta hänvisningar, som sankta Helenas återfinnande av Kristi kors, samt geografiska redogörelser för var i Jerusalem heliga platser är belägna. I ett avsnitt om chrisma skriver Kyrillos att det är med denna som människor kan bli kallade kristna, inte utan att smörjas med den.
På svenska har 1992 utgivits Kyrillos Katekeser i en volym med hans Protokatekes och Dopkatekeser i urval samt De mystagogiska katekeserna i översättning från grekiskan med inledning och kommentar av Per Beskow.